# António Eça de Queiroz

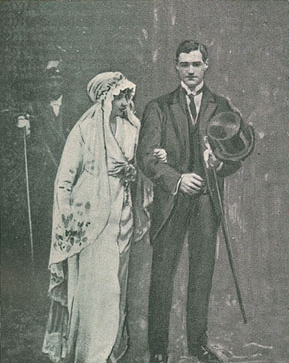
Fotografia do casamento de Eça de Queiroz com Maria Cristina Guimarães Rino na Notre-Dame de Paris, 1913

António de Eça de Queiroz ou de Queirós (pronúncia em português: [ɐ̃ˈtɔnju dɨ ˈɛsɐ dɨ kɐi̯ˈɾɔʃ]) (28 de dezembro de 1891 – 16 de maio de 1968) foi um oficial do exército, político e agitador monárquico português, e um alto funcionário do Estado Novo de António de Oliveira Salazar. Casou, em França, com Maria Cristina Guimarães Rino (Alcobaça, Alcobaça, Casa do Retiro, c. 1890 – Alcobaça, Alcobaça, 1960), sem filhos.
Escreveu o romance «Caim».

## Revoltas
Nascido em Paris, filho do célebre autor realista José Maria de Eça de Queiroz e de sua mulher, D. Emília de Castro, com mais 3 irmãos - Alberto (16-4-1894), José Maria (26 -2 -1888) e Maria (16-1-1887) - foi educado numa escola politécnica em Portugal antes de entrar na formação de oficial de milícia. Associou-se à causa monárquica desde muito jovem e esteve envolvido nas incursões que culminaram no ataque monarquista a Chaves em 1912. Como resultado, passou a maior parte do período de 1910 a 1915 no exílio. Continuaria o seu envolvimento nesta actividade ao longo da década, nomeadamente no Porto entre 1919 e 1920, na chama da "Monarquia do Norte". Participou do golpe de Estado de 28 de maio de 1926 e, em seguida, de uma nova revolta no Porto em fevereiro de 1927, com o objetivo de empurrar o governo para políticas mais monárquicas.

## Fascismo
António Eça de Queiroz foi um forte apoiante do regime de Salazar e procurou cargos no novo governo quando este assumiu em 1932. Inicialmente, porém, tinha apenas uma função de baixo nível, representando Portugal em feiras mundiais e eventos semelhantes. Era o chefe do movimento juvenil oficial de Salazar, a Acção Escolar Vanguarda. Nessa qualidade, representou Portugal na conferência fascista de Montreux de 1934, apesar de Salazar ter oficialmente rejeitado o fascismo. Nessa altura Eça de Queiroz namorava os Nacional-Sindicalistas e foi como representante deste grupo que foi anunciado na conferência. Após a reunião, tornou-se secretário da Comitati d'Azione per l'Universalità di Roma (CAUR, ou Comissões de Ação para a Universalidade de Roma) para Portugal, embora Eugénio de Castro fosse o presidente.

## Atividade governamental
António Eça de Queiroz foi promovido em 1943 ao cargo de subdiretor do Secretariado de Propaganda Nacional. Nesta função tornou-se uma das figuras mais importantes do regime de Imprensa de Salazar. Em 1951 foi nomeado Presidente da Direção da Emissora Nacional de Radiodifusão, função que ocupou até 1959. Nesta posição foi efetivamente chefe da radiodifusão em Portugal. Foi também sob Eça de Queiroz que a televisão em Portugal foi introduzida. Depois disso, deixou o governo, embora tenha continuado a escrever para vários jornais e revistas, invariavelmente em apoio a Salazar.

## Condecorações
- Cavaleiro da Ordem do Império Colonial de Portugal (5 de outubro de 1933)
- Oficial da Ordem Militar de Cristo de Portugal (5 de outubro de 1936), "pelos serviços prestados à propaganda de Portugal na Exposição de Arte Colonial de Nápoles e na Feira de Amostras de Tripoli"[8]
- Oficial da Ordem Militar de Sant'Iago da Espada de Portugal (13 de outubro de 1959)[9]